# 주정훈
주정훈(1994년 2월 13일~)은 대한민국의 장애인 태권도 선수이다. 2020년 하계 패럴림픽에 대한민국 선수로 유일하게 출전하여 동메달을 획득했다.

## 유년기
어린시절 경상남도 함안군에서 할머니와 함께 지냈던 그는 만2세 때 소여물 절단기에 오른손이 절단되는 사고를 당했다. 절단된 손을 찾지 못해 접합수술을 받지 못했다.
초등학교 2학년시절부터 태권도를 배웠다. 비장애인 선수들과 같이 경쟁하였으나 고등학교 2학년 시절에 그만두었다. 이후 대학에 진학하여 경영학을 전공하였다. 주변에서 다시 태권도를 해보자는 조언이 있었고 2017년 12월 장애인 선수로서 다시 태권도를 시작했다.

## 선수 경력
호찌민에서 열린 2018 장애인아시아선수권에 +75kg급에 참가하여 동메달을 획득했다. 이후 국가대표 선발전에 같은 체급으로 참가하여 처음으로 국가대표 타이틀을 획득했다. 2020년 7월 10일에 새로 창단한 SK건설 장애인스포츠단에 태권도 선수로 입단하였다. 2021년 5월 요르단 암만에서 열린 2020년 하계 패럴림픽 아시아 예선에 참가하여 75kg급(K44)에서 우승을 하며 대한민국 선수로서 유일하게 패럴림픽 출전권을 획득하였다. 9월 3일 패럴림픽 75kg급(K44) 16강전에서 러시아패럴림픽위원회의 이살디비로프와 경기를 진행하였으나 패배하며 8강 진출에 실패했다. 패자부활전에서 그는 터키의 셀릭 파티와 아제르바이잔의 아불파즈 아부잘리와 상대하여 모두 승리하며 동메달 결정전에 진출했다. 동메달 결정전에서 러시아패럴림픽위원회의 아살디비로프와 재대결을 하였고 최종 스코어 24-14로 승리하며 패럴림픽 동메달을 획득했다. 경기 후 인터뷰에서 그는 2024년 하계 패럴림픽에도 참가하겠다고 말했다. 2023년 10월 항저우시에서 열린 장애인 아시안 게임에 참가했고, 결승전에서 이란의 알리레자 바흐트를 상대로 승리하며 금메달을 획득하였다.

## 주해
1.^  K44는 한팔장애 중 팔꿈치 아래 마비 또는 절단장애가 있는 유형이다.